# Никола Булатовић
Никола Булатовић (Титоград, 28. август 1971) је бивши југословенски и црногорски кошаркаш. Играо је на позицији центра.

## Каријера
Каријеру је почео у Будућности одакле је 1993. отишао у Профиколор. У сезони 1994/95. је био члан Партизана са којим је освојио Првенство и Куп СР Југославије. Следи играње за ФМП са којим је освојио Куп 1997. године. Вратио се у Будућност 1998. и са њима је два пута био шампион државе. Још једном је обукао дрес београдских црно-белих у сезони 2000/01. након чега је почела интернационална каријера. Играо је за Монтепаски Сијену у сезони 2001/02. и освојио Сапорта куп. Касније је играо за Хапоел Тел Авив, Азовмаш, Асесофт (освојио ФИБА Куп Европе 2005), АЕЛ Лимасол, Игокеу а последње сезоне каријере је одиграо у екипи Беовука.
Са репрезентацијом СР Југославије освојио је златне медаље на Европском првенству 1997. у Шпанији и на Светском првенству 1998. у Грчкој.

## Успеси

### Клупски
- Партизан :
  - Првенство СР Југославије (1) : 1994/95.
  - Куп СР Југославије (1) : 1995.
- ФМП :
  - Куп СР Југославије (1) : 1997.
- Будућност :
  - Првенство СР Југославије (2) : 1998/99, 1999/00.
- Монтепаски Сијена :
  - Сапорта куп (1) : 2001/02.
- Асесофт Плоешти :
  - ФИБА Куп Европе (1) : 2004/05.
  - Првенство Румуније (1) : 2004/05.
  - Куп Румуније (1) : 2005.

### Репрезентативни
- Европско првенство:  1997.
- Светско првенство:  1998.

## Оптужба за силовање
Булатовић је 1998. године оптужен за силовање тада петнаестогодишње гимназијалке која је дошла код њега да уради интервју за школски лист. Он је на суђењу негирао кривицу и тврдио је да је до сексуалног односа дошло уз девојчин пристанак. Суд му није поверовао и први пут је осуђен на три године затвора крајем 1998, да би та казна на поновљеном суђењу 2003. била повећана на пет. Ту пресуду је у јанару 2006. потврдио Врховни суд.
После пресуде, Булатовић је био у бекству шест година, да би по међународној потерници Интерпола био ухапшен 17. децембра 2011. у Санто Домингу у Доминиканској републици. Пар дана касније је изручен Црној Гори. У затвору у Спужу је провео четири године и 15 дана, а од 28. новембра 2015. је на слободи.